# Miracle d'amour
Pour plus de détails, voir Fiche technique et Distribution.
Miracle d'amour (Have a Heart) est un film américain en noir et blanc de David Butler sorti en 1934.

## Synopsis
Sally est une professeure de danse qui, juste avant son mariage, a la jambe estropiée dans un accident. Son fiancé rompt alors les fiançailles et elle commence un nouveau travail en fabriquant des poupées dans sa maison, s'asseyant à la fenêtre pour travailler. De là, elle fait la connaissance de Jimmie, un vendeur des crèmes glacés aux enfants du quartier et ils  finissent par tomber amoureux.
Lorsqu'elle apprend que Jimmie a été accusé d'avoir volé 400 dollars à son travail, Sally prend la majeure partie de l'argent qu'elle avait économisé pour une opération de sa jambe et le donne au patron de Jimmie. Lorsque ce dernier apprend ce qu'elle a fait, il est contrarié par le fait qu'elle semble croire qu'il est coupable et décide de mettre fin à leur relation. Plus tard, le vrai voleur est attrapé et Sally récupère ensuite son argent, ce qui lui permet de se faire opérer mais elle n'a pas la volonté de réapprendre à marcher. 
Jimmie revient alors, ce qui lui donne la motivation nécessaire pour se rétablir et le couple finit par se marier.

## Fiche technique
- Titre : Miracle d'amour
- Titre original : Have a Heart
- Réalisation : David Butler
- Scénario : Florence Ryerson, Edgar Allan Woolf ; histoire : Buddy DeSylva et David Butler
- Production : John W. Considine Jr.
- Société de production et de distribution : Metro-Goldwyn-Mayer
- Photographie : James Wong Howe
- Montage : Ben Lewis
- Direction artistique : Cedric Gibbons
- Costumes : Adrian
- Pays de production : États-Unis
- Langue : anglais
- Format : noir et blanc - son : Mono (Western Electric Sound System)
- Genre : drame romantique
- Durée : 80 min
- Dates de sortie :
  - États-Unis : 7 septembre 1934
  - France : 11 octobre 1935

## Distribution
- Jean Parker : Sally Moore
- James Dunn : James 'Jimmie' Flaherty
- Una Merkel : Joan O'Day
- Stuart Erwin : Gus Anderson
- Willard Robertson : M. Schauber
- Samuel S. Hinds : Dr Spear
- Paul Page : Joe Lacy
- Muriel Evans : Helen, secrétaire de Schauber
- Kate Price : Mme Kelly
- Pepi Sinoff : Mme Abrahams